# Paul Louis Weiss
Pour les articles homonymes, voir Weiss.
Cet article possède un paronyme, voir Paul Weiss.
Paul Louis Weiss est un ingénieur et haut fonctionnaire français né à Strasbourg (Bas-Rhin) le 7 février 1867 et mort à Paris 16e le 25 décembre 1945.

## Biographie
Issu d'une famille protestante originaire de La Petite-Pierre, Paul Louis Weiss est le fils d'un notaire de Phalsbourg, Georges-Emile Weiss, qui ne put conserver son étude  après l'annexion en 1871 de l'Alsace-Lorraine par l'Allemagne et dut la vendre, et de sa femme, Émilie Boeckel. Il épouse le 28 avril 1892 à Paris Jeanne-Félicie Javal, fille du médecin et homme politique Émile Javal, issue d'une famille juive alsacienne.
Le couple a cinq enfants : Louise (1893-1983), journaliste et écrivain, Émile Jean Jacques (1894-1987), polytechnicien (Promotion X1914) et inspecteur des finances, André Eugène Paul (1899-1950), avocat à Paris, puis préfet régional à Montpellier à la Libération puis directeur au ministère de l’Éducation nationale, Henri Francis Paul et Jenny Aubry (1903-1987), pédopsychiatre et psychanalyste d'enfant.
Ancien élève de l'École Polytechnique (Promotion X1886) et de l'École des mines de Paris, ingénieur au corps des Mines, Paul Weiss commence sa carrière comme ingénieur d'arrondissement minéralogique à Arras puis est nommé au service des carrières de la Seine en 1899.
Très intéressé par le droit minier français et d'autres pays européens, il travaille à une thèse de doctorat en droit qu'il soutient en 1901. Adjoint du directeur des mines (1910-1911), il devient ensuite directeur des mines (1911-1916). Il est en excellents termes avec son patron, Marcel Sembat, qui fut ministre chargé des travaux publics d'août 1914 à décembre 1916. L'approvisionnement en charbon devient difficile ce qui provoque une crise gouvernementale. Marcel Sembat doit s'effacer le 12 décembre 1916 devant Édouard Herriot qui limoge immédiatement Paul Weiss.
Mobilisé comme lieutenant-colonel, il est chargé, en 1916, de maintenir l'activité des houillères dans les zones non envahies et préside la commission des études chimiques de guerre et la commission militaire des mines.
Après la guerre, il entre comme administrateur à la Compagnie industrielle de travaux et Entreprises Électriques, et devient ingénieur conseil de la Compagnie des mines de Vicoigne, Nœux et Drocourt (1919-1930), puis président de la Compagnie française des essences synthétiques, administrateur des mines de Sarre et Moselle, des Forges de la Providence. En 1925, il préside l'Union des Mines.
Professeur de législation minière à l'École nationale supérieure des mines de Paris de 1911 à 1923, Paul Louis Weiss est commandeur de la Légion d'honneur. Il réside à Paris, avenue Henri Martin, de 1899 à sa mort. De 1935 à 1940, il est maire de Magny-les-Hameaux (Yvelines) où il possède une résidence secondaire dans le hameau de Brouessy. Subissant les premières atteintes de la maladie de Parkinson en 1938, il meurt en 1945.

## Publications et œuvres
- Paul Weiss, Le Cuivre : Origine, Gisements, Propriétés physiques et chimiques, Métallurgie… Marché du cuivre, Principales applications… Alliages industriels, J.-B. Baillière et fils, 1894, 344 p. (ASIN B0019TU3SK, lire en ligne), Texte disponible en ligne sur LillOnum